# Distretto di Mueang Roi Et
Il distretto di Mueang Roi Et (in thailandese: เมืองร้อยเอ็ด) è un distretto (amphoe) della Thailandia, situato nella provincia di Roi Et, della quale è il capoluogo.